# Força Provisional de Seguretat de les Nacions Unides per a Abyei
La Força Provisional de Seguretat de les Nacions Unides a Abyei (també coneguda com a UNISFA per les seves sigles en anglès) és una missió internacional de manteniment de la pau desplegada a Abyei (territori disputat per Sudan i Sudan del Sud) des de juny de 2011.

## Mandat
El mandat de la UNISFA va ser autoritzat amb l'aprovació de la resolució 1990 del Consell de Seguretat de les Nacions Unides del 27 de juny de 2011. En ella s'assignava a la UNISFA la missió de verificar el replegament de les Forces Armades del Sudan i de l'Exèrcit d'Alliberament del Poble Sudanès (EAPS) d'Abyei de tal manera que el territori passaria a ser una zona desmilitaritzada sense més presència militar o policial que la UNISFA i el Servei de Policia d'Abyei. La desmilitarització d'Abyei va ser acordada entre el govern del Sudan i l'EAPS en una ronda de negociacions a Addis Abeba (Etiòpia).

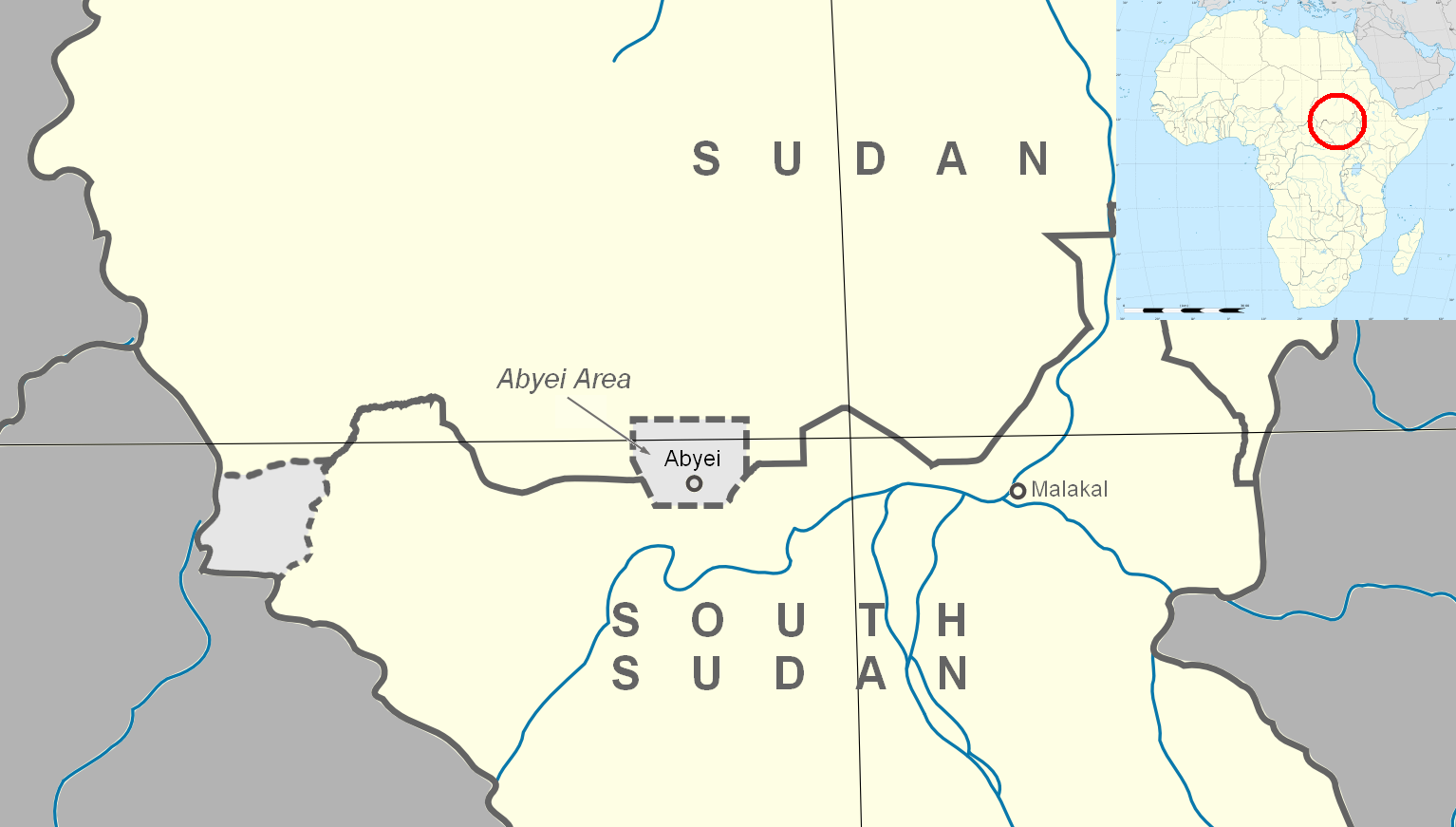
Mapa d'Abyei

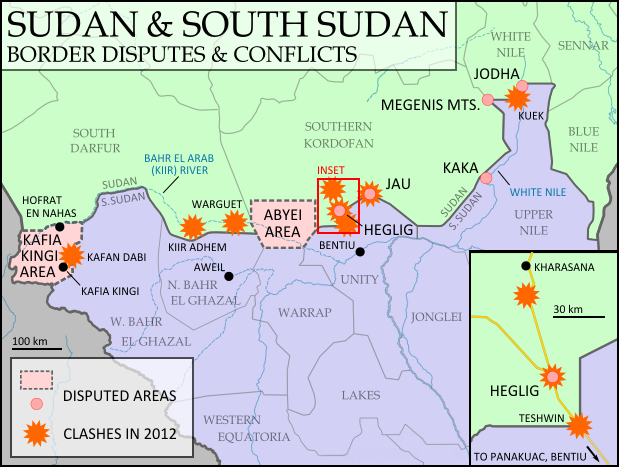
Zones de disputa entre Sudan i Sudan del Sud

A més la UNISFA té assignada les missions de: assegurar el lliurament d'ajuda humanitària; proporcionar seguretat a les explotacions petrolieres de la regió; protegir el personal, instal·lacions i equip de les Nacions Unides; assegurar la lliure circulació del personal de les Nacions Unides i del personal humanitari; protegir la població civil davant una imminent amenaça violenta i a usar la força davant qualsevol "incursió d'elements no autoritzats" a la zona.

## Efectius
La resolució 1990 autoritza un desplegament màxim de 4.200 efectius militars, 50 agents de policia i un "component civil adequat". A data 27 de setembre de 2011 havia desplegats 1.814 soldats de 26 països diferents, inclosos 121 observadors militars. La missió està comandada per Tadesse Werede Tesfay, Tinent General de l'Exèrcit d'Etiòpia.
El 30 de juny de 2013 el nombre total d'efectius de la missió era de 3.953:
| País         | Policia | Experts | Soldats |
| ------------ | ------- | ------- | ------- |
| Benín        |         |         | 1       |
| Bolívia      |         | 1       | 1       |
| Brasil       |         | 3       | 2       |
| Cambodja     |         | 3       |         |
| Xile         |         |         | 1       |
| Equador      |         |         | 1       |
| Etiòpia      | 5       | 78      | 3,805   |
| Ghana        | 2       | 3       | 1       |
| Guatemala    |         | 1       | 1       |
| Guinea       |         | 1       |         |
| Índia        |         |         | 2       |
| Indonèsia    |         |         | 1       |
| Kirguizstan  |         | 1       |         |
| Mongòlia     |         | 2       |         |
| Namíbia      |         | 3       | 1       |
| Nepal        |         | 1       |         |
| Nigèria      |         |         | 3       |
| Paraguai     |         | 1       |         |
| Perú         |         | 1       | 1       |
| Filipines    |         |         | 1       |
| Rússia       |         | 1       | 2       |
| Ruanda       | 1       | 1       | 2       |
| Sierra Leone |         | 2       |         |
| Sri Lanka    |         | 1       | 1       |
| Tanzània     | 3       | 1       | 1       |
| Ucraïna      |         | 4       | 2       |
| Uruguai      |         |         | 1       |
| Zàmbia       | 1       |         |         |
| Zimbàbue     | 1       |         |         |

## Baixes
El 27 de setembre de 2011, la UNISFA havia sofert quatre baixes mortals entre les seves forces en la història de la missió. Les quatre morts es van produir el 2 d'agost de 2011 per l'esclat d'una mina terrestre al pas d'una patrulla en un sector de Abyei controlat per Sudan. Els quatre morts, a més de set ferits, eren soldats etíops.